# Abraham Mahtessian
Abraham Poghos Mahtessian est un astronome arménien travaillant à l'observatoire astrophysique de Byurakan depuis 1976. Il est né en 1954 à Gyumri, la capitale du Shirak en Arménie.